# Torrecaballeros
Torrecaballeros is een gemeente in de Spaanse provincie Segovia in de regio Castilië en León met een oppervlakte van 42,14 km². Torrecaballeros telt 1.299 inwoners (1 januari 2016).